# Saint-Just-la-Pendue
Saint-Just-la-Pendue là một xã trong tỉnh Loire miền trung nước Pháp.